# 名古屋臨海高速鉄道
名古屋臨海高速鉄道株式会社（なごやりんかいこうそくてつどう）は、愛知県名古屋市港区十一屋一丁目46番に本社を置き、同市で鉄道路線（西名古屋港線、通称あおなみ線）を経営する鉄道事業者である。名古屋市の外郭団体。

## 概要
名古屋市港区南部の旅客鉄道空白地帯を解消するため、東海旅客鉄道（JR東海）が保有していた西臨港貨物線（西名古屋港線、東海道本線の貨物支線）を旅客線化して「あおなみ線」と愛称を付け、第一種鉄道事業者として営業している。営業施策上は社名を出さず「あおなみ線」の名称で統一している。また、同時に貨物線として第二種鉄道事業を行う日本貨物鉄道（JR貨物）に施設を貸与している。2011年に事実上経営破綻しているが、県と市によって、440億円の公的資金を投入して事業再建計画中である（「開業後の動向」節も参照）。
名古屋市を筆頭株主とし、愛知県及び名古屋港管理組合（一部事務組合）の3地方公共団体と16の民間企業が出資する第三セクターで、半数を超える76.9%の株式を名古屋市が保有している。他に愛知県が12.6%の株式を保有し、市と県で合わせて約90%の株式を占めており、公的資本の比率がきわめて高い。名古屋市については地方公営企業である交通局所管ではなく、市長部局の住宅都市局（交通施設管理課）所管である一方、交通局分掌の市営地下鉄との共通施策も多く、資本・経営面できわめて密接な関係にある。
民間の筆頭株主はJR東海で、後述の事業再生ADRによる減資等により出資比率が2010年度末に変動したので、市の出資比率が上昇し、JR東海の出資比率が10%から3.25%まで下がった。一方、経営再建にあたり2010年、代表取締役にJR東海出身者を迎えている。JR東海は、出資比率こそ低いものの名古屋 - 名古屋貨物ターミナル間の鉄道資産を譲渡したり、あおなみ線開業後は電車の検査を神領車両区や名古屋工場で受託したり社員を出向させるなどの協力を行っているほか、同社の鉄道博物館である「リニア・鉄道館」をあおなみ線金城ふ頭駅前に開業させており、事実上の集客支援を行っている。

## 歴史
- 1997年（平成9年）12月2日 - 名古屋臨海高速鉄道設立[6]。
- 2004年（平成16年）
  - 10月6日 - 西名古屋港線（あおなみ線）名古屋 - 金城ふ頭間が開業。
  - 12月22日 - 本社を中区金山から港区十一屋へ移転。
- 2005年（平成17年）3月18日 - 「名古屋・ささしまライブ1日フリーきっぷ」の販売開始（9月25日まで）。
- 2010年（平成22年）7月6日 - 事業再生ADR（裁判外紛争解決手続）の適用申請[4]。
- 2011年（平成23年）2月11日 - ICカード乗車券manacaを導入[7]
- 2012年（平成24年）4月21日 - ICカード乗車券TOICAの相互利用を開始。
- 2013年（平成25年）3月23日 - ICカード乗車券Suicaの相互利用を開始（この時点では全国相互利用サービスの対象外）。
- 2016年（平成28年）3月12日 - 交通系ICカード全国相互利用サービスに対応[8]。
- 2022年（令和4年）3月12日 - 名古屋競馬場が弥富市に移転することに伴い、名古屋競馬場前駅を港北駅に改称。あおなみ線初の駅名変更。

## 路線
- 西名古屋港線（あおなみ線）： 名古屋 - 金城ふ頭 15.2km

## 車両

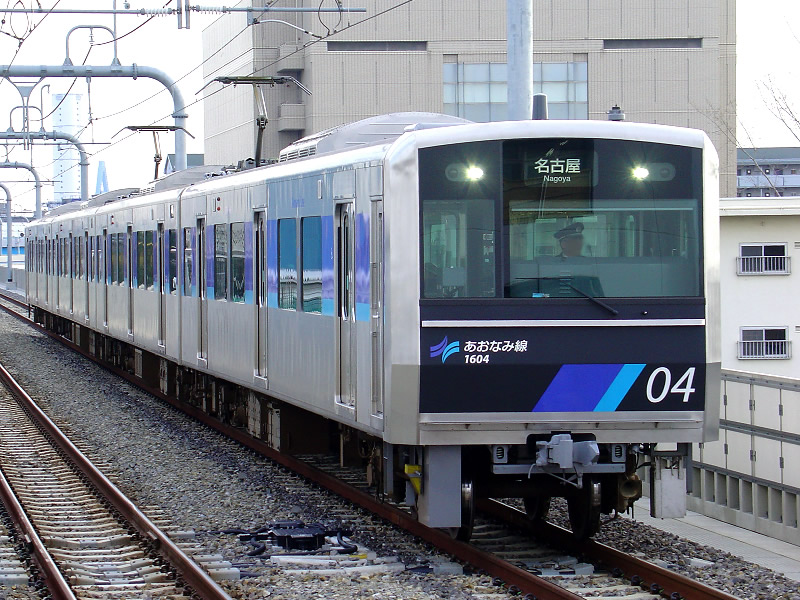
1000形電車

- 1000形

## 運賃
大人普通旅客運賃（小児半額・10円未満切り捨て）。2019年10月1日現在。
| 区数 | 営業キロ程 | 運賃（円） |
| ---- | ---------- | ---------- |
| 1区  | 初乗り3km  | 210        |
| 2区  | 4 - 7      | 240        |
| 3区  | 8 - 11     | 270        |
| 4区  | 12 - 13    | 310        |
| 5区  | 14 - 15    | 340        |
| 6区  | 16km       | 360        |

340円区間はささしまライブ - 金城ふ頭間のみ、360円区間は名古屋 - 金城ふ頭間のみの適用。
4区まで（名古屋 - 野跡間の沿線住民の通勤・通学客の利用が見込める区間）の同じ利用距離の運賃は名古屋市営地下鉄と同額で、5区以上は名古屋市営地下鉄で同じ距離を利用する場合より高く設定されている。名古屋市営地下鉄と同様に入場券や回数乗車券は発売されていないが、往復乗車券が発売されている。

### ICカード
あおなみ線では「manaca」「TOICA」などの交通系ICカード全国相互利用サービスに対応するICカードが利用できる。
manacaであおなみ線を乗車した場合には、名古屋市営交通との間で以下の乗継割引が適用される。
- 名古屋市営地下鉄との乗り継ぎの場合は、最初の入場処理時から90分以内に次の入場処理を受けると、大人80円、小児40円の割引。
  - 乗継割引は名古屋駅でのみに限定されているわけではなく、荒子駅 - 高畑駅間などでも適用される。
- 名古屋市営バスとの乗り継ぎの場合も同様に大人80円、小児40円の割引。

2019年頃に自動券売機がICカードを置くタイプに交換された。これによりスマートフォン搭載型（モバイルSuica、モバイルICOCAおよびモバイルPASMO）にも直接チャージができるようになっている。

### 定期乗車券
あおなみ線内で完結する定期券は駅係員が配置されている名古屋駅・中島駅・金城ふ頭駅で購入できる。
名古屋市営地下鉄、名古屋市営バス、名古屋鉄道、JR東海との連絡定期券は、あおなみ線の駅では発売していない。地下鉄・市バスとの連絡定期券は開業当初は名古屋市営地下鉄の名古屋駅・栄駅・金山駅にある名古屋市交通局のサービスセンター3か所のみで発売されていたが、manaca導入後は名古屋市交通局のすべてのサービスセンター並びに一部の駅（名鉄管轄の上小田井駅・上飯田駅）をのぞく地下鉄各駅の駅長室でも発売されるようになった。名古屋鉄道との連絡定期券は名鉄各駅員配置駅（manaca非導入の蒲郡駅および名古屋市交通局管轄の赤池駅を除く。瀬戸線の駅でも買えるが瀬戸線とは連絡定期にできない）のみ、JR東海との連絡定期券はJR東海の各駅（いずれも係員窓口）のみでの発売である。なお、JR東海との連絡定期券はTOICAのみによる発売である。近畿日本鉄道や名鉄バス、三重交通などとの連絡定期券は存在しない（名鉄バス、ゆとりーとラインなどmanaca導入事業者のバス定期券（豊橋鉄道市内線を含む）はあおなみ線の定期券が載ったmanacaに複合させることができる）。
他社鉄道各線との連絡定期券での接続駅は名古屋駅に限定されており、他の駅での接続にすることはできない。
名古屋市営地下鉄・市営バスとの連絡定期券は以下の割引が適用される。
- 名古屋市営地下鉄との連絡定期券の場合、あおなみ線と地下鉄の金額をそれぞれ2割引した金額の合計。
- 名古屋市営バスとの連絡定期券の場合、名古屋市交通局が設定している地下鉄とバスの連絡定期券（割引適用）と原則同額。

### 名古屋市の敬老パス・福祉特別乗車券
上記乗車券も名古屋市営地下鉄・市営バスと同様にあおなみ線全区間で使用できる。

### 特別乗車券
2005年3月18日から9月25日までささしまライブ駅前で開催された愛知万博ささしまサテライト会場「デ・ラ・ファンタジア」の利用者向けに、名古屋駅 - ささしまライブ駅間フリー乗車の「名古屋・ささしまライブ1日フリーきっぷ」を発売した。料金は大人300円・子供150円で、乗車券の裏面にはデ・ラ・ファンタジアのパビリオンの一つ「ポケパーク」にちなんで同年7月16日に公開された映画『ポケットモンスター ミュウと波導の勇者ルカリオ』のイラストイメージが描かれていた。この乗車券は自動改札機を通すことができず、改札窓口で駅員に見せる仕様になっていたため、名古屋駅とささしまライブ駅でしか販売されていなかった。
2016年から夏休み期間など、期間を限定して「あおなみ線一日乗車券」（大人800円・子供400円）が発売されている。

## 開業後の動向

### 経営難と再構築
当初の需要予測では、2004年度の乗車人員を66,000人/日と見込んでいたが、実際にはこれを大幅に下回る18,226人/日にとどまり、開業以後毎期営業収入を上回る金額の減価償却費を計上することとなった。これを受けて需要予測を見直した結果、2010年3月期決算において約413億円の固定資産の減損を計上し、約415億円の債務超過に陥ることとなった。名古屋市では、総務省のガイドラインに基づき経営が著しく悪化している外郭団体の改革プラン（仮称）を作成することになり、名古屋臨海高速鉄道もこの対象となった。2009年7月より外部の有識者会議を開き、経営改革策の検討を進めていくことになった。
2010年11月12日に国土交通省から公表された再構築計画によると、まず財務体質の改善のため、同月に既存の資本金157億円について100%減資を実施すると同時に、名古屋市・愛知県からの借入金306億3990万円についてデットエクイティスワップを実施、さらに名古屋市・愛知県から20億円の金銭による増資を受ける。この金銭を主な原資として、12月には日本政策投資銀行からの借入金約142億円のうち約21億円を一括返済、残りは日本政策投資銀行が債権放棄する（名古屋市が損失補償契約に基づく補償を行う）ことで、債務超過を解消する。以上の合意は事業再生実務家協会をADR機関とする事業再生ADR（裁判外紛争解決手続）によって形成された。
営業面では、「ポートメッセなごや」や「リニア・鉄道館」と連携した集客施策などで2019年度の乗車人員を32,800人/日まで増やすとともに、自動販売機の増設や広告営業の強化などで運賃外収入も増加させることを目指す。
その後、赤字額は年々減少しており、特に路線南部の中島駅や荒子川公園駅付近への商業施設や高層マンション新築が相次ぎ、ここ数年で沿線の人口が増加したこともあり、JR東海の博物館「リニア・鉄道館」がオープンした2011年頃から右肩上がりで利用者数の増加を記録している。さらに2017年4月1日にはデンマーク王国発祥のレゴ社が、あおなみ線の終点でもある金城ふ頭に日本初のレゴ社による大型テーマパーク「レゴランド・ジャパン」をオープンし、その集客効果により、将来的にさらなる利用者数の増加が期待されている。

### 蒸気機関車の運行構想

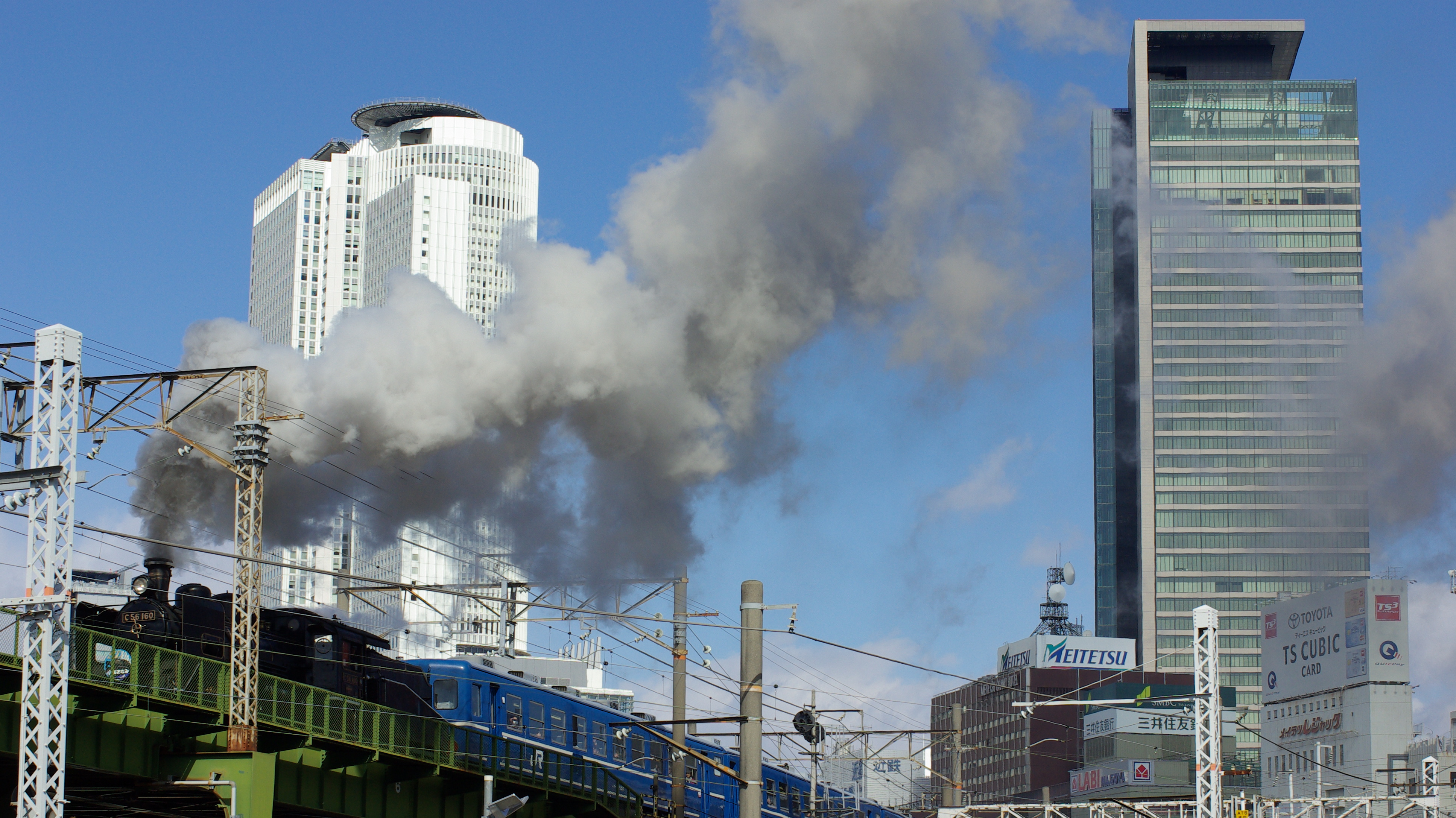
実験運行として21世紀の名古屋を走るC56形蒸気機関車（2013年2月16日）

2009年より名古屋市長に就任した河村たかしは、あおなみ線で蒸気機関車 (SL) を走らせ同線の活性化を図る構想を発表した。当時、早ければ2012年度から名古屋 - 中島間で試験運行を行う予定とも表明した。その際、必要となる蒸気機関車は西日本旅客鉄道（JR西日本）からC56 160あるいはC57 1のいずれかを借り受ける予定としていた。なお、運行区間が中島までにとどまる理由は、中島以南の新線区間の高架橋が旅客線専用であることを前提として建設されているため軸重の重い蒸気機関車の入線が困難であるため、と説明されている。
2012年11月19日に、2013年2月16・17日の2日間にわたって実験走行をすることが発表され、一般公募者の中から試乗者を募集することも発表された。また市長から検証の上、通年運行を目指す考えが述べられた。2013年2月11日、JR西日本より借り受けたC56形160号機、12系客車3両、DE10形が日本貨物鉄道（JR貨物）による甲種輸送として名古屋貨物ターミナル駅に到着。同2月13日・14日の2日間に試運転を行った後、2月16日・17日に特別ヘッドマークをC56 160に取り付け、実際に乗客を乗せての実験走行が行われた。16日の実施に際しては、名古屋市が設定した観覧場所に3600人の観客が詰めかけている。走行実験を行うにあたっては、鉄道事業法上の手続きとして事業基本計画の動力に従来からの「電気」「内燃」に「蒸気」を追加する必要が生じたことから、2013年1月18日付で名古屋 - 荒子（名古屋貨物ターミナル）間の動力追加申請の承認を国土交通省中部運輸局から得ている。
表だったトラブルは起きず運行自体は成功に終わったものの、定期運行化の際に問題となる煤煙、汽笛等による騒音など、多くの課題が山積みとなった。東海旅客鉄道（JR東海）はこの問題に加え「（JR東海はSL運転技術を継承しておらず）協力に必要な物も人材も無い」と発言すると共に、市長が同じく提言したSL博物館に関しても「我が社はリニア・鉄道館で精一杯なので、そちらに専念させて頂きたい」として、市長のSL構想に対して協力する意向が無いことを定例会見で表明している。

### ノンストップ列車
2014年頃から沿線でのイベント開催時などに名古屋 - 金城ふ頭間で途中駅に停車しない臨時快速が運転されていたが、2017年3月10日より、「ノンストップ列車」として運行されるようになった（同年3月26日から正式運行）。ノンストップ運転により名古屋 - 金城ふ頭間の所要時間は、各駅停車よりも7分短縮され17分となった。これは、同年4月1日に開業した「レゴランド・ジャパン」へのアクセス向上を図るためである。ノンストップ列車は臨時列車として運転しており、運転時刻は毎月中旬ごろに発表される翌月の臨時列車時刻表に掲載されている。
またノンストップ列車の運行にあたり、列車接近アナウンスに種別が追加され、各駅に設置されているLED電光掲示板にも「普通」または「ノンストップ」の種別表示がされるようになった。